# Flûte à coulisse
La flûte à coulisse (en anglais slide whistle, « sifflet à coulisse ») ou jazzoflute est un instrument à vent composé d'un simple cylindre dont une extrémité constitue le bec, l'autre étant fermée par un piston qu'une main déplace pour différentes hauteurs de son.

## Présentation
La flûte à coulisse n'a pas de trous de jeu permettant de changer la longueur du tube résonnant, à la différence de la plupart des flûtes, mises à part les flûtes de Pan. Il n'y a donc pas de doigté pour cet instrument : la hauteur du son est déterminée par la position du piston dans le corps de la flûte.
La principale caractéristique de la flûte à coulisse est son glissando, souvent employé pour un effet humoristique. Dès les premières années de production de dessins animés des studios Disney, il faisait partie d'un vaste ensemble d'instruments « insolites », au même titre que les appeaux, le flexatone ou la sirène « sans compter toutes les inventions maison ».
Instrument utilisé dans les écoles primaires pour éveiller l'attention des enfants pour la musique, la flûte à coulisse n'en est pas moins considérée par le compositeur microtonal Ivan Wyschnegradsky comme un élément intéressant « parmi les instruments artificiellement créés dans les derniers temps, tels la scie musicale » et les instruments électroniques.

## Tessiture
L'étendue de la flûte à coulisse dépend de plusieurs paramètres, le principal étant la longueur du tube, qui dépend de chaque fabricant.
Dans son Handbook of instrumentation, Andrew Stiller donne la tessiture suivante pour la flûte à coulisse, en précisant les nuances que l'on peut espérer atteindre, vers plus de douceur ou plus de force, en fonction du registre de l'instrument :

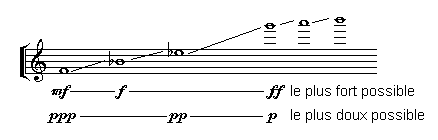
Tessiture de la flûte à coulisse.

## Emploi dans l'orchestre

### Opéra
- L'Enfant et les Sortilèges de Maurice Ravel (1925)

### Musique symphonique
- Walt Disney, 4e mouvement de la suite Cinéma de Louis Aubert (1956) ;
- Concerto pour violon de György Ligeti (1993)[4].

### Oratorios
- Passaggio de Luciano Berio, pour soprano, chœurs et orchestre (1963) qui emploie cinq flûtes à coulisse,
- plusieurs partitions de P. D. Q. Bach (Peter Schickele) dont The Seasonings (« Les Assaisonnements », parodie des Saisons de Haydn) où trois flûtes à coulisses de différentes dimensions sont employées simultanément.

### Musique pour ensembles
- Kammermusik no 1, op.24 de Paul Hindemith (1922)

## Emploi dans la musique populaire
Le groupe de musique festive québécois Marco et les Torvis emploie la flûte à coulisse parmi ses instruments d'ensemble.